# Kuźnica Czeszycka (gromada)
Kuźnica Czeszycka – dawna gromada, czyli najmniejsza jednostka podziału terytorialnego Polskiej Rzeczypospolitej Ludowej w latach 1954–1972.
Gromady, z gromadzkimi radami narodowymi (GRN) jako organami władzy najniższego stopnia na wsi, funkcjonowały od reformy reorganizującej administrację wiejską przeprowadzonej jesienią 1954 do momentu ich zniesienia z dniem 1 stycznia 1973, tym samym wypierając organizację gminną w latach 1954–1972.
Gromadę Kuźnica Czeszycka z siedzibą GRN w Kuźnicy Czeszyckiej utworzono – jako jedną z 8759 gromad na obszarze Polski – w powiecie milickim w woj. wrocławskim, na mocy uchwały nr 22/54 WRN we Wrocławiu z dnia 2 października 1954. W skład jednostki weszły obszary dotychczasowych gromad: Wielgie Milickie i Borzynowo ze zniesionej gminy Gądkowice oraz Luboradów ze zniesionej gminy Krośnice – w tymże powiecie, a także Kuźnica Czeszycka, Stara Huta, Czeszyce, Grabownica i Suliradzice ze zniesionej gminy Kuźnica Czeszycka w powiecie sycowskim w tymże województwie. Dla gromady ustalono 15 członków gromadzkiej rady narodowej.
31 grudnia 1961 do gromady Kuźnica Czeszycka włączono wieś Kotlarka ze zniesionej gromady Czatkowice w tymże powiecie.
Gromada przetrwała do końca 1972 roku, czyli do kolejnej reformy gminnej.